# Rakowo (województwo kujawsko-pomorskie)
Rakowo – wieś w Polsce położona w województwie kujawsko-pomorskim, w powiecie rypińskim, w gminie Rypin.

## Historia
W XVIII wieku wieś należała do Ignacego Pląskowskiego. Jako właściciel wsi wymieniany też jest jego bratanek, Franciszek Pląskowski.
W latach 1975–1998 miejscowość należała administracyjnie do województwa włocławskiego.
Zobacz też: Rakowo.